# Tuki.
tuki.（2008年9月29日—），日本女性创作歌手。其2023年9月发行的作品晚餐歌于2024年1月24日发表的Billboard Japan Hot 100获得综合榜首位，且在2024年12月流媒体播放量超过4亿，成为了J-POP历史上最年少达成此播放量的女歌手。

## 简历
tuki.从幼儿园就开始学习钢琴，13岁时开始弹吉他，并在父亲鼓励下开始在TikTok上发布自己弹唱的视频，2023年7月7日，tuki.在TikTok上首次发布了原创歌曲晚餐歌的副歌部分，在该平台上引起了一定话题，随即于9月13日在Youtube上发布了晚餐歌的弹唱版本，并在12月24日发布了其MV，截止目前两种版本的视频合计播放量已突破1亿 ；因歌詞貼近真實使聽眾有所共鳴而大受歡迎，並陸續由まるり、優里、川崎鷹也等多位歌手進行翻唱，持續引發熱潮。 2023年11月27日，其第二首单曲一轮花发布。
2024年1月9日，tuki.发布了第三首单曲樱花和你还有我，此曲同时也作为AbemaTV的恋综节目今天，喜欢上你了。毕业篇的插入曲。同时，晚餐歌的热度逐渐上升，先后获得了Oricon公信榜首位和Billboard Japan Hot 100综合榜首位，其流媒体播放量截止目前也达到4亿，tuki.成为了J-POP历史上最年少达成此播放量的女歌手。
2024年4月20日，tuki.参加了日本电视台的《Buzz Rhythm》节目，并在未露脸的情况下首次公开演唱了晚餐歌和地狱情书。同年7月24日，tuki.发布了个人第6首单曲松弛波形，该曲目也作为PlayStation 5的CM插入曲。
2025年1月8日，tuki.發行首張專輯《15》，收錄了〈晩餐歌〉、〈月面着陸計画〉、〈純恋愛のインゴット〉、〈アイモライモ〉、〈マルボロ〉等共13首歌曲。
2025年4月14日，发布第9首单曲《欺骗的爱》，该曲也作为电视剧《新闻主播》的主题曲。
2025年5月26日，发布第10首单曲《声命》，该曲也作为电视剧《新闻主播》的插曲。
2025年6月9日，发布第11首单曲《STRANGERZ》，该曲也作为电视剧《新闻主播》的插曲。
2025年7月30日，发布第12首单曲《Guilty》。

## 作品列表

### 单曲
|     | 发行日期       | 标题                                | Oricon最高排名 | Billboard JAPAN最高排名 |
| --- | -------------- | ----------------------------------- | -------------- | ----------------------- |
| 1st | 2023年9月29日  | 晚餐歌                              | 1              | 1                       |
| 2nd | 2023年11月28日 | 一轮花 （一輪花）                   | 44             | -                       |
| 3rd | 2024年1月10日  | 樱花和你还有我 （サクラキミワタシ） | 45             | 73                      |
| 4th | 2024年4月16日  | 地狱情书 （地獄恋文）               | 20             | 77                      |
| 5th | 2024年6月19日  | 在星街站 （星街の駅で）             | 16             | -                       |
| 6th | 2024年7月24日  | 松弛波形 （ひゅるりらぱっぱ）       | 11             | -                       |
| 7th | 2024年9月29日  | 爱情的保存期限 （愛の賞味期限）     | 34             | -                       |
| 8th | 2024年11月5日  | 爱与谎言 （アイモライモ）           | 14             | -                       |
| 9th | 2025年4月14日  | 欺骗的爱 （）                       | 7              | 57                      |

### 專輯
|     | 發行日期     | 标题 | Oricon最高排名 | Billboard JAPAN最高排名 |
| --- | ------------ | ---- | -------------- | ----------------------- |
| 1st | 2025年1月8日 | 15   | 4              | -                       |